# Calamotropha aeneiciliellus
Calamotropha aeneiciliellus là một loài bướm đêm trong họ Crambidae.